# Vojvodina
Vojvodina, tên chính thức là Tỉnh tự trị Vojvodina (tiếng Serbia:Аутономна Покрајина Војводина, Autonomna Pokrajina Vojvodina, tiếng Hungary: Vajdaság Autonóm Tartomány; tiếng Slovak: Autonómna Pokrajina Vojvodina; tiếng România: Provincia Autonomă Voivodina; tiếng Croatia: Autonomna Pokrajina Vojvodina; tiếng Rusyn: Автономна Покраїна Войводина) là một tỉnh tự trị ở Serbia. Tỉnh này nằm ở phía bắc Serbia, thuộc vùng đồng bằng Pannonia ở Trung Âu. Dân số tỉnh này là trên 2 triệu người, chiếm 27% dân số Serbia, giáp biên giới với các hạt Osijek-Baranja và Vukovar-Srijem của Croatia, các hạt Baranya và Bács-Kiskun của Hungary và vùng Vest của România. Thủ phủ và thành phố lớn nhất là Novi Sad với hơn 370,000 người. Tỉnh này có 26 nhóm dân tộc với 6 ngôn ngữ chính thức. Nhóm dân tộc chủ yếu là người Serb (65%) và người Hungary (14%).